# Liste du patrimoine immobilier classé de Geer
Cette page regroupe l'ensemble du patrimoine immobilier classé de la commune belge de Geer.
| Objet | Année de construction / Architecte | Adresse            | Section communale | Coordonnées                      | Numéro d’inventaire | Illustration |
| --- | ---------------------------------- | ------------------ | ----------------- | -------------------------------- | ------------------- | --- |
| Ensemble formé par le château de Boëlhe, le parc boisé et ses abords |                                    |                    | Boëlhe            | 50° 40′ 59″ nord, 5° 09′ 46″ est | 64029-CLT-0002-01   | Ensemble formé par le château de Boëlhe, le parc boisé et ses abords |
| Chapelle du Crucifix à Darion |                                    |                    | Darion            | 50° 39′ 57″ nord, 5° 11′ 22″ est | 64029-CLT-0004-01   | Image manquanteTéléverser |
| L'église Saint-Brice, à Hollogne |                                    |                    | Hollogne-sur-Geer | 50° 40′ 25″ nord, 5° 12′ 50″ est | 64029-CLT-0006-01   | L'église Saint-Brice, à Hollogne |
| Ensemble formé par la chapelle du Crucifix et les terrains environnants, à Hollogne-sur-Geer |                                    |                    | Hollogne-sur-Geer | 50° 40′ 08″ nord, 5° 13′ 09″ est | 64029-CLT-0007-01   | Ensemble formé par la chapelle du Crucifix et les terrains environnants, à Hollogne-sur-Geer |
| Ensemble formé par les vestiges de l'ancienne seigneurie de Hollogne-sur-Geer |                                    |                    | Hollogne-sur-Geer | 50° 40′ 32″ nord, 5° 12′ 37″ est | 64029-CLT-0008-01   | Ensemble formé par les vestiges de l'ancienne seigneurie de Hollogne-sur-Geer |
| Ancienne brasserie castrale (pignon côté route) située rue du Centre, n°24 |                                    | Rue du Centre n°24 | Hollogne-sur-Geer | 50° 40′ 32″ nord, 5° 12′ 40″ est | 64029-CLT-0009-01   | Ancienne brasserie castrale (pignon côté route) située rue du Centre, n°24 |
| Moulin à eau au bord du Geer à Hollogne-sur-Geer (Moulin castral) |                                    |                    | Hollogne-sur-Geer | 50° 40′ 31″ nord, 5° 12′ 33″ est | 64029-CLT-0010-01   | Moulin à eau au bord du Geer à Hollogne-sur-Geer (Moulin castral) |
| Lieu-dit Entre les Tiges avec sa chapelle, à Geer (chapelle Notre-Dame de Lourdes de Ligney) |                                    |                    | Ligney            | 50° 39′ 25″ nord, 5° 10′ 32″ est | 64029-CLT-0012-01   | Lieu-dit Entre les Tiges avec sa chapelle, à Geer (chapelle Notre-Dame de Lourdes de Ligney) |
| Immeuble dénommé Refuge Fortifié, à Omal |                                    |                    | Omal              | 50° 39′ 19″ nord, 5° 11′ 53″ est | 64029-CLT-0013-01   | Immeuble dénommé Refuge Fortifié, à Omal |
| Ensemble formé par le refuge fortifié et ses abords sis à Omal |                                    |                    | Omal              | 50° 39′ 22″ nord, 5° 11′ 44″ est | 64029-CLT-0014-01   | Ensemble formé par le refuge fortifié et ses abords sis à Omal |
| Manoir d'Omal |                                    |                    | Omal              | 50° 39′ 23″ nord, 5° 11′ 52″ est | 64029-CLT-0016-01   | Manoir d'Omal |
| Cinq tumuli d'Omal (M) et l'ensemble formé par ces cinq tumulus et leurs abords (S), à Geer |                                    |                    | Omal              | 50° 39′ 04″ nord, 5° 11′ 55″ est | 64029-CLT-0017-01   | Cinq tumuli d'Omal (M) et l'ensemble formé par ces cinq tumulus et leurs abords (S), à Geer |
| Château de Boëlhe (façades et les toitures), ainsi que la totalité du salon orné de toiles peintes. |                                    |                    | Boëlhe            | 50° 41′ 03″ nord, 5° 10′ 02″ est | 64029-CLT-0018-01   | Château de Boëlhe (façades et les toitures), ainsi que la totalité du salon orné de toiles peintes. |
| Maison de Seny (totalité du grillage et des piliers, les façades et les toitures du corps de logis, des écuries, de la grange et de l'aile des domestiques)                                                       |                                    | Rue d'Abolens n°23 | Boëlhe            | 50° 40′ 54″ nord, 5° 09′ 50″ est | 64029-CLT-0019-01   | Maison de Seny (totalité du grillage et des piliers, les façades et les toitures du corps de logis, des écuries, de la grange et de l'aile des domestiques)                                                       |
| Ferme d'en bas (façades et toitures) ainsi que l'intérieur du colombier, de la bergerie, de l'aile nord avec son mobilier d'origine (M) et l'ensemble formé par cette ferme et ses abords (S) à Hollogne-sur-Geer |                                    | Rue du Centre n°53 | Hollogne-sur-Geer | 50° 40′ 35″ nord, 5° 12′ 27″ est | 64029-CLT-0020-01   | Ferme d'en bas (façades et toitures) ainsi que l'intérieur du colombier, de la bergerie, de l'aile nord avec son mobilier d'origine (M) et l'ensemble formé par cette ferme et ses abords (S) à Hollogne-sur-Geer |
| Butte féodale, à Geer |                                    |                    | Omal              | 50° 39′ 26″ nord, 5° 11′ 46″ est | 64029-CLT-0021-01   | Butte féodale, à Geer |
| zone de protection autour des cinq tumuli d'Omal, au lieu-dit Les cinq Tombes le long de la chaussée romaine Boulogne-Bavay-Cologne                                                                               |                                    |                    | Omal              | 50° 39′ 02″ nord, 5° 11′ 53″ est | 64029-CLT-0022-01   | zone de protection autour des cinq tumuli d'Omal, au lieu-dit Les cinq Tombes le long de la chaussée romaine Boulogne-Bavay-Cologne                                                                               |
| Le site archéologique des cinq tumuli d'Omal au lieu dit Les cinq tombes |                                    |                    | Omal              | 50° 39′ 05″ nord, 5° 11′ 53″ est | 64029-PEX-0001-01   | Le site archéologique des cinq tumuli d'Omal au lieu dit Les cinq tombes |